# 살비텔레
살비텔레(이탈리아어: Salvitelle)는 이탈리아 캄파니아주 살레르노도에 있는 코무네이다.

## 주요 볼거리
- 성 세바스티아노(1557-1558)의 예배실
- SS. 로사리오의 성당 (1740),
- 성령의 성당 (1800)